# Stadio Gianpiero Vitali
Lo Stadio Gianpiero Vitali, conosciuto anche come Stadio degli Oliveti, è il principale impianto calcistico di Massa (MS).  
Ospita le gare casalinghe della squadra locale, l'US Massese 1919, che attualmente milita in Eccellenza Toscana, ma che in passato ha giocato varie stagioni in Serie C e una anche in Serie B. 
Nel 2020 è stato intitolato a Gianpiero Vitali, storico capitano della Massese che, con le sue 245 presenze continuative, detiene il record di presenze di tutti i tempi con la maglia bianconera, avendo contribuito con costanza ed impegno ad ottenere l'unica promozione in Serie B per gli apuani.

## Storia
L'impianto è stato aperto nel 1960, ed è stato teatro, nel 1970, della promozione in Serie B della squadra bianconera, massimo traguardo raggiunto dalla formazione apuana.
A metà degli anni duemila vennero effettuati lavori di ristrutturazione all'impianto, poi, nel 2022 si è avuto il rifacimento della gradinata est dello stadio, colorandola di bianco e nero e disegnando anche il logo della società. Lo stadio è nel centro della città e, nel periodo in cui la Massese militava in Serie C, vi si è disputato il derby delle Apuane, conosciuto anche come derby del marmo, tra Massese e Carrarese. Ha ospitato anche un allenamento della Nazionale italiana di calcio.

## Struttura
La capienza massima è di 11.500 posti. Nelle immediate vicinanze dello stadio vi è una pista di atletica, conosciuta anche come Campo Scuola di Massa.

## Football americano
Lo stadio riveste particolare rilevanza storica per il football americano, avendo ospitato nel 1977 il Torneo della stampa sportiva, primo torneo interamente giocato da squadre dai nomi italiani (in realtà si trattava ancora di squadre provenienti dalle basi NATO).
| Massa 6 agosto 1977 Semifinale | Diavoli Milano | 36 – 12 (6-0 12-0 12-0 6-12) | Lupi Roma | Stadio degli Oliveti |

| Massa 9 agosto 1977 Semifinale | Tori Torino | 12 – 8 (6-0 0-0 0-0 6-8) | Veltri Bologna | Stadio degli Oliveti |

| Massa 13 agosto 1977 Finale | Diavoli Milano | 8 – 13 (0-6 0-7 0-0 8-0) | Tori Torino | Stadio degli Oliveti |